# Pikachu
Pikachu (ピカチュウ Pikachū?, pronounced [pikatɕɯː], engleză /ˈpiːkətʃuː/) este o specie de Pokémon, creaturi ficționale care apar într-un sortiment de jocuri video, emisiuni și filme de animație animate, jocuri de cărți de tranzacționare și cărți de benzi desenate licențiate de compania The Pokémon Company, o corporație japoneză. Pikachu este considerat cel mai popular Pokémon, și este recunoscut ca mascota oficială a francizei Pokemon. Sunt creaturi rozătoare de genul galben, cu abilități electrice puternice. În majoritatea aparițiilor vocalizate, inclusiv anime și anumite jocuri video, acestea sunt exprimate în primul rând de Ikue Ōtani. Pikachu își va face prima apariție în direct ca Detective Pikachu, ca parte a piesei principale din următorul film Pokémon: Detective Pikachu, jucat în CGI și exprimat de Ryan Reynolds.
Designul Pikachu a fost conceput de Atsuko Nishida și finalizat de Ken Sugimori. Pikachu a apărut pentru prima dată în Pokemon Red and Green în Japonia, și mai târziu în primele jocuri video Pokémon, Pokemon Red and Blue, lansate pe plan internațional, pentru Game Boy-ul original.
Ca și alte specii de Pokémon, Pikachu sunt adesea capturate și îngrijite de oameni pentru a lupta împotriva altor Pokémon pentru sport. Pikachu este una dintre cele mai cunoscute soiuri de Pokémon, în mare parte pentru că Pikachu este un personaj central în seria de Pokémon anime. Pikachu este privit ca un personaj major al francizei Pokémon, precum și al mascotei sale, și a devenit o icoană a culturii pop japoneze în ultimii ani. Este, de asemenea, vazut ca una dintre mascotele foarte importante pentru Nintendo.

## Note

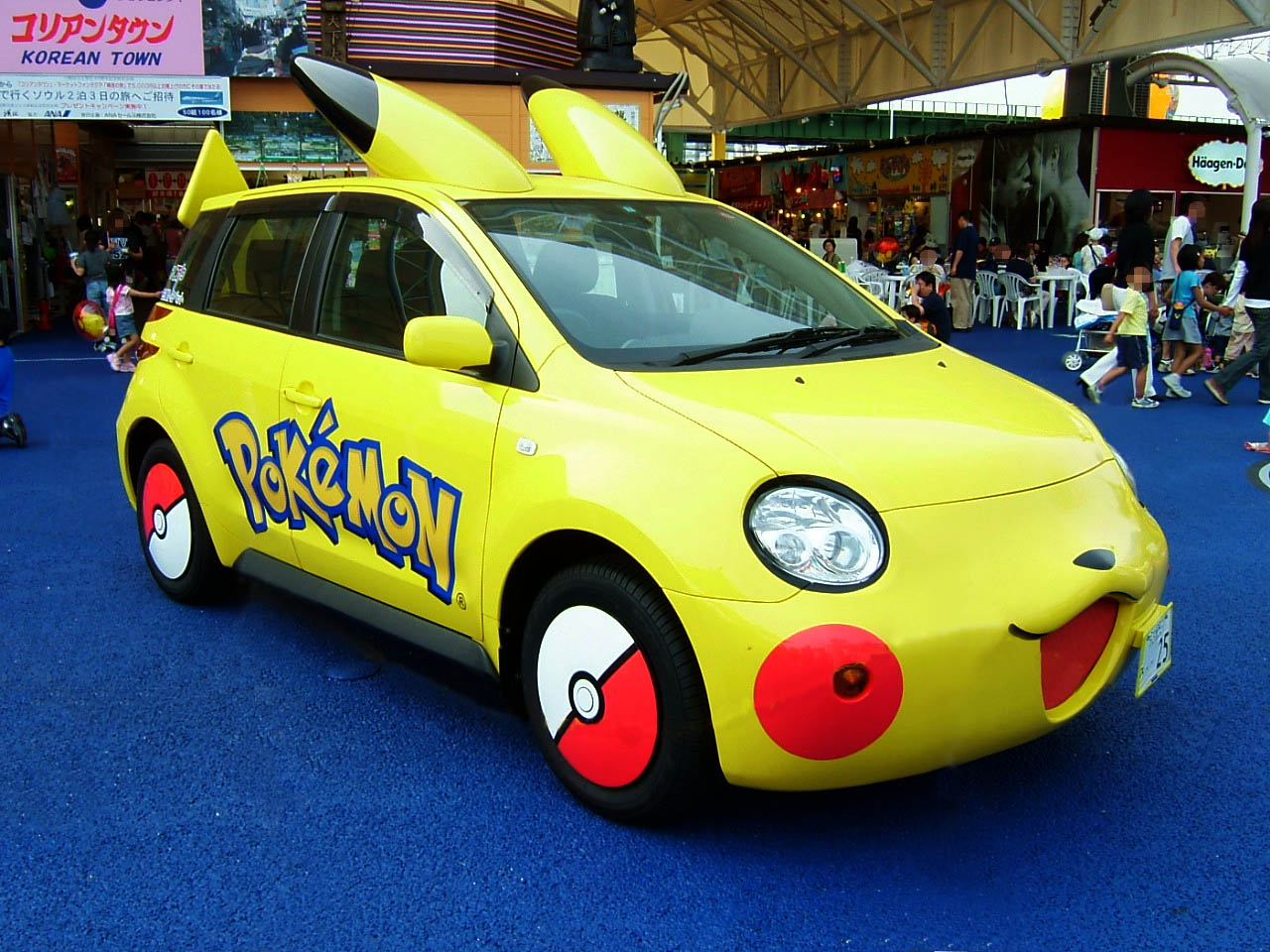
O Toyota construită după modelul Pikachu

## Legături externe
- Pikachu on Bulbapedia
- Pikachu on Pokemon.com